# Ctenus mitchelli
Ctenus mitchelli är en spindelart som beskrevs av Willis J. Gertsch 1971. Ctenus mitchelli ingår i släktet Ctenus och familjen Ctenidae. Inga underarter finns listade i Catalogue of Life.